# Bernd Richter (Politiker, 1943)

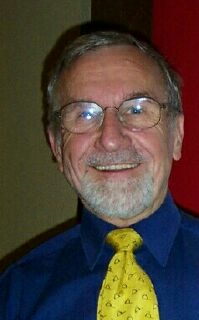
Bernd Richter (2001)

Bernhard „Bernd“ Richter (* 3. April 1943 in Prag) ist ein pensionierter Oberstudienrat und Politiker (ÖDP). Von 1993 bis 1995 war er Bundesvorsitzender seiner Partei, von 2002 bis 2016 war er deren baden-württembergischer Landesvorsitzender.

## Biografie
Richter verbrachte die beiden ersten Jahre seines Lebens in Prag. Anschließend lebte er von 1945 bis 1952 auf einem Bauernhof bei Bad Tölz und die drei darauffolgenden Jahre in Karlsfeld. 1955 siedelte seine Familie nach Kolumbien über, wo seine Eltern als Lehrer und  Ortskräfte sowie im Aufbau eines landwirtschaftlichen Betriebes arbeiteten. 1962 legte er sein Abitur an der deutschen Schule „Colegio Andino“ in Bogotá ab.
Von 1962 bis 1969 studierte er in Tübingen Germanistik und Anglistik mit einer fast neunmonatigen Unterbrechung, die er in Großbritannien verbrachte. Anschließend absolvierte er das Referendariat. Ab 1971 unterrichtete er am Wirtschaftsgymnasium Calw. Von 1972 bis 1979 unterrichtete er am Gymnasium Schramberg. Von 1979 bis 1986 war er als Lehrer am Colegio Andino tätig, während dieser Zeit war er am Stipendiatenprojekt der Schule beteiligt. Gleichzeitig arbeitete er beim Aufbau der elterlichen Kaffeefarm mit.
Von 1986 bis 1989 unterrichtete er am Thomas-Strittmatter-Gymnasium in St. Georgen im Schwarzwald und von 1989 bis zum Eintritt in seinen Ruhestand im Jahr 2008 an den Kaufmännischen Berufsschulen in seinem Wohnort Schramberg.
Von 1991 bis 1993 absolvierte er in Freiburg im Breisgau ein Zusatzstudium in  Spanisch.

## Politische Karriere
In den 1970er Jahren engagierte er sich kommunalpolitisch für die FDP. Im Jahr 1988 trat Richter in die ÖDP ein.
Von 1989 bis 2023 war er Mitglied im Gemeinderat von Schramberg, von 1989 bis 2004 für die Wählergemeinschaft „Buntspecht“, seit 2004 für die ÖDP, nachdem diese 2004 dort erstmals eigenständig angetreten war. Er war außerdem – ebenfalls von 1989 bis 2023 – Kreisrat im Landkreis Rottweil.
Von 1993 bis 1995 war Richter Bundesvorsitzender der ÖDP und als solcher der erste, der diesen Posten teilweise hauptamtlich bekleidete. Nach Kritik an seinem Fernsehauftritt in der Sendung über die Kleinparteien im Vorfeld der Bundestagswahl 1994 wurde er in einer Kampfabstimmung von Hans Mangold abgelöst.
Ab 2002 war Richter baden-württembergischer Landesvorsitzender der ÖDP und bekleidete dieses Amt bis 2016. Er löste in dieser Funktion die Theologin Verena Föttinger ab, die dieses Amt zuvor insgesamt elf Jahre innegehabt hatte. Er ist auch Vorsitzender des ÖDP-Kreisverbandes Rottweil und des ÖDP-Ortsverbandes Schramberg.
Bei der Bundestagswahl 2005 kandidierte Richter auf der baden-württembergischen Landesliste der Familien-Partei Deutschlands. Bei der baden-württembergischen Landtagswahl am 26. März 2006 trat Richter im Landtagswahlkreis Rottweil an und erreichte 2,5 % der Stimmen. Bei der Landtagswahl 2011 erreichte er 3,9 %, bei der Landtagswahl 2016 1,9 % der Stimmen.
2023 zeichnete ihn die ÖDP mit der Jaspar-von-Oertzen-Medaille für verdiente Parteimitglieder aus.

## Sonstiges
Seit 1995 ist er Mitglied im Kirchengemeinderat im Schramberger Stadtteil Sulgen. Außerdem ist er Mitglied folgender Organisationen: Greenpeace, WWF, BUND, VCD, Pax Christi, Mehr Demokratie e.V. und Deutsches Jugendherbergswerk.
Bernd Richter ist verheiratet und hat vier Kinder.